# Impulse (serie televisiva)
Impulse è una web serie di stile dramma di fantascienza. È basata su Impulse di Steven Gould e la prima stagione è stata pubblicata su YouTube Red il 6 giugno 2018. La serie è prodotta da Lauren LeFranc, Doug Liman, David Bartis. La seconda stagione è stata distribuita il 16 ottobre 2019.

## Trama
Un'adolescente di 16 anni, Henrietta (detta Henry), scopre di avere il potere di teletrasportarsi: la prima volta quando si trova in auto con un ragazzo del suo liceo che tenta di violentarla. Lei per difendersi si teletrasporta ma prima lo colpisce lasciandolo paraplegico.

## Episodi
| Stagione         | Episodi | Pubblicazione |
| ---------------- | ------- | ------------- |
| Prima stagione   | 10      | 2018          |
| Seconda stagione | 10      | 2019          |

## Personaggi e interpreti
- Henrietta "Henry" Coles, interpretata da Maddie Hasson.
Una ragazza di 16 anni che scopre di avere il potere di teletrasportarsi.
- Jenna Faith Hope, interpretata da Sarah Desjardins.
La sorellastra di Henry.
- Anna Hulce, interpretata da Enuka Okuma.
La vice sceriffo.
- Lucas Boone, interpretato da Craig Arnold.
Un meccanico trafficante di droga, figlio di Bill Boone.
- Cleo Coles, interpretata da Missi Pyle.
- Thomas Home, interpretato da Matt Gordon.
- Nikolai, interpretato da Callum Keith Rennie.
- Townes Linderman, interpretato da Daniel Maslany.
- Clay Boone, interpretato da Tanner Stine.
Un ragazzo della stessa classe di Henry che si interessa di lei per poi violentarla in una auto. Dopo che Henry si teletrasporta, rimane paraplegico.
- Esther Miller, interpretata da Tara Rosling.
- Bill Boone, interpretato da David James Elliott.
- Patty Yang, interpretata da Genevieve Kang.

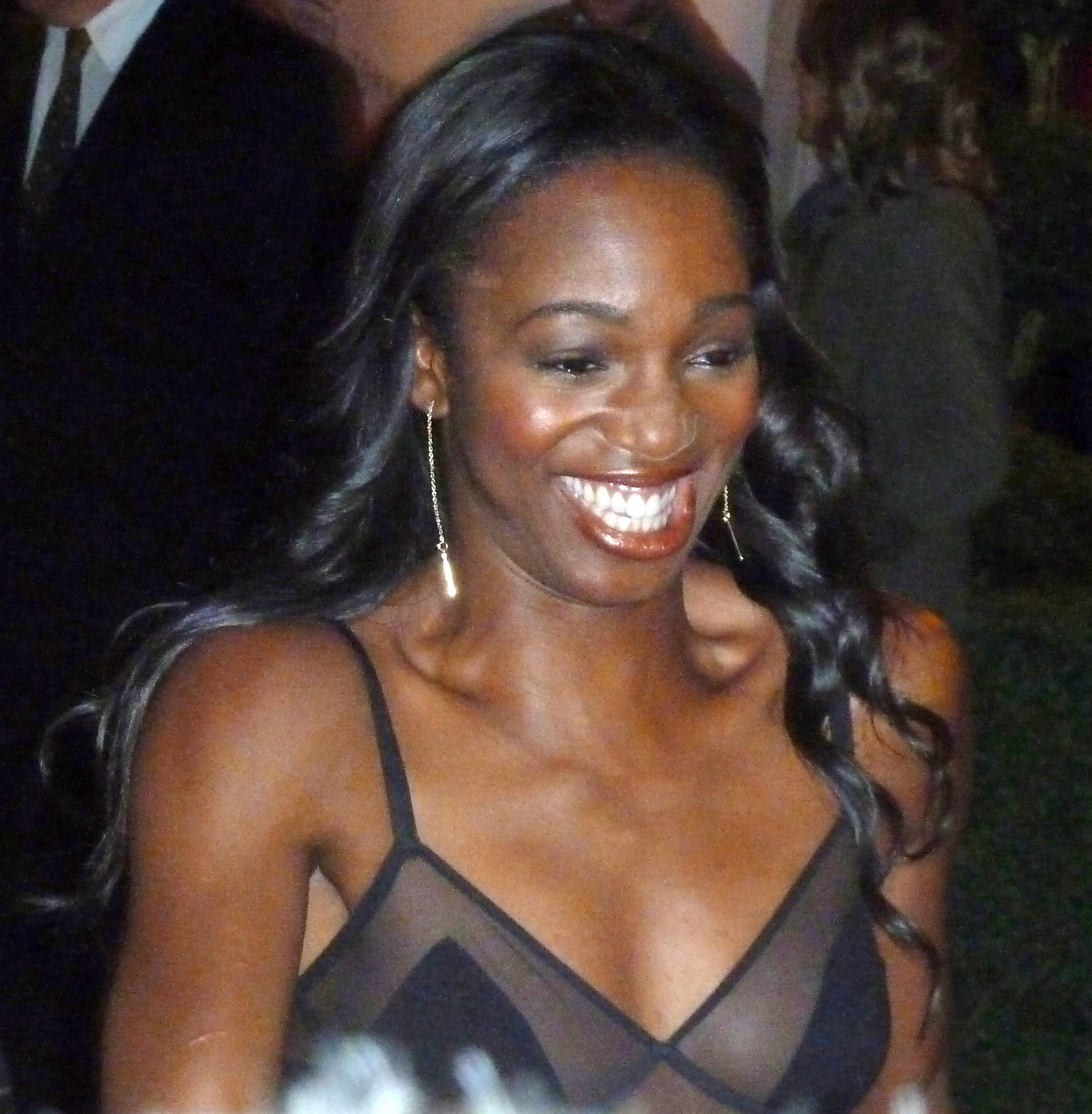
Enuka Okuma, interprete di Anna Hulce
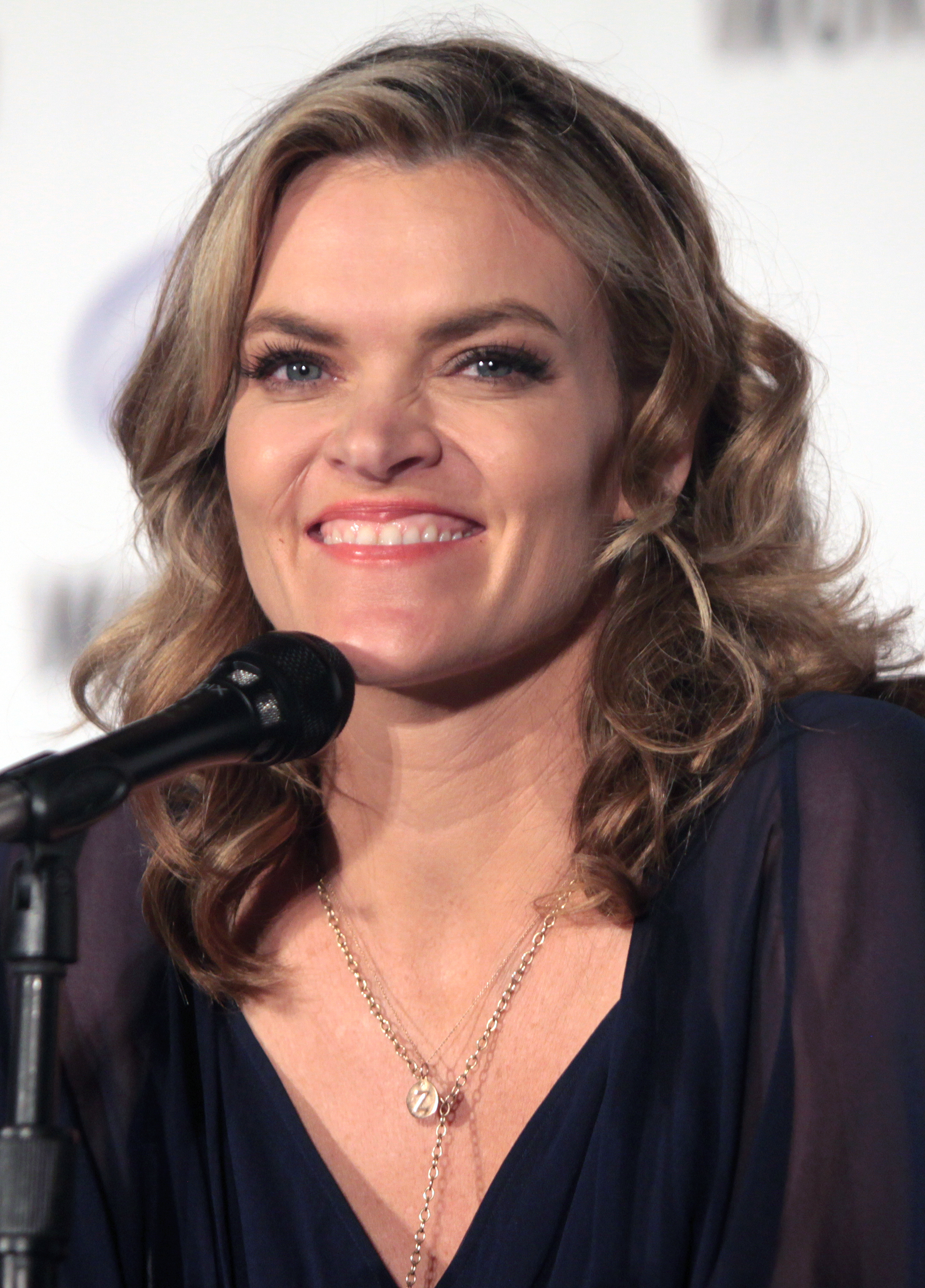
Missi Pyle, interprete di Cleo Coles
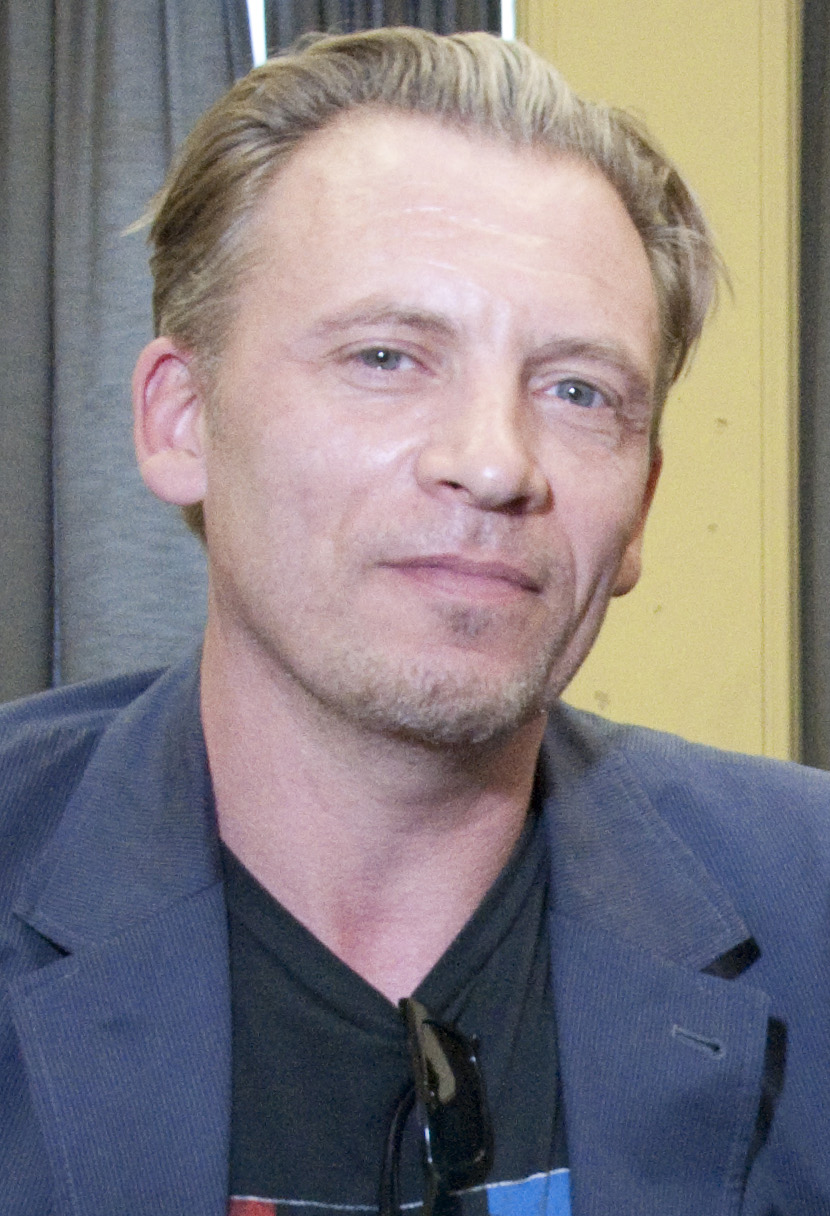
Callum Keith Rennie, interprete di Nikolai
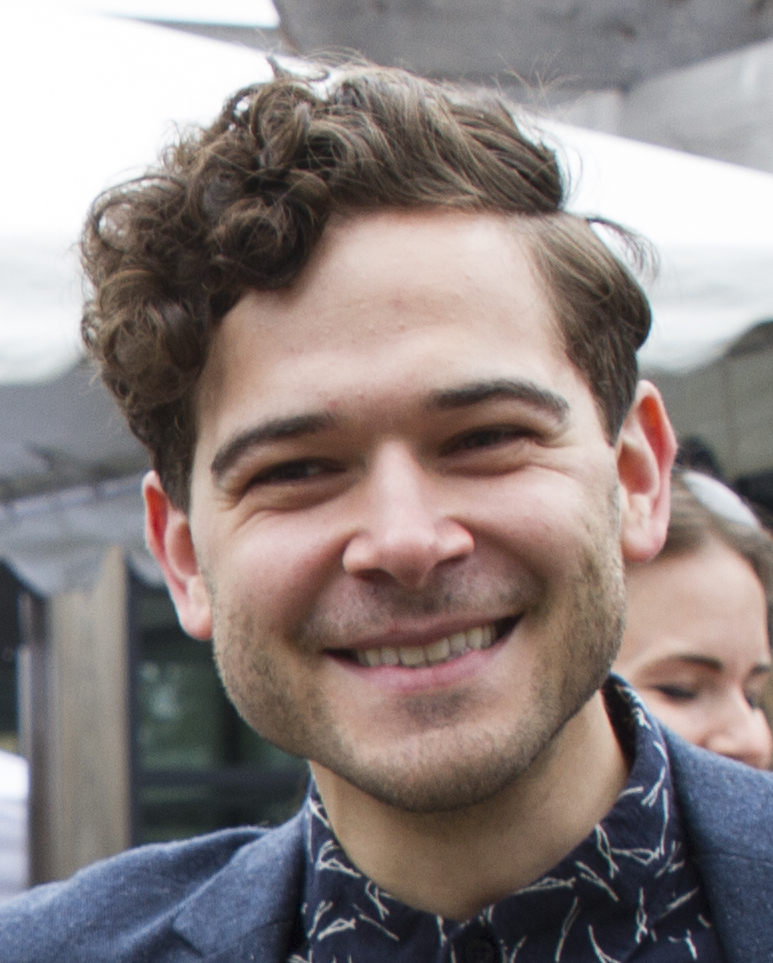
Daniel Maslany, interprete di Townes Linderman